# بيوريل
بيوريل علامة تجارية أمريكية لمطهرات الأيدي تم اختراعها في عام 1988، وتم طرحها في السوق الاستهلاكية في عام 1997، بواسطة. GOJO Industries  مكونه الأساسي هو الكحول الإيثيلي (70٪ حجم / حجم)، ويستخدم عن طريق ترطيب يديه جيدًا بالمنتج، ثم فرك يديه معًا بسرعة حتى يجف.
استحوذت شركة Johnson & Johnson على Purell في عام 2006، ثم أعادت GOJO الاستحواذ عليها في عام 2010. وفي ذلك العام، أصبح معقم اليدين الفوري Purell Green المعتمد أول معقم لليدين يلبي معايير EcoLogo CCD-170.
في أوائل عام 2020، قوبلت بعض ادعاءات Purell ، بما في ذلك أنها تقتل «99.99٪ من الجراثيم الأكثر شيوعًا»، بتحذير تنظيمي لوقف هذا الادعاء
خلال جائحة COVID-19 لعام 2020، واجهت GOJO طلبًا غير مسبوق على منتجات Purell نظرًا لسمعتها كعلامة تجارية رائدة لمعقم اليدين. بدأت فورًا عندما بدأت الحالات في الارتفاع في الولايات المتحدة، نفد مخزون منتجات Purell وظلت غير متوفرة إلى حد كبير لعامة الناس، مع إعطاء الأولوية للشحنات الجديدة للعملاء الطبيين والمهنيين. كان من الصعب العثور على منتجات Purell في يوليو 2020، على الرغم من أن GOJO أنتجت أكثر من ضعف كمية مطهر الأيدي في عام 2020 مقارنة بعام 2019. صرحت GOJO أنها تستثمر حاليًا في استراتيجيات أخرى للحصول على المكونات وزيادة مساحة التصنيع بشكل كبير للاستخدام بحلول منتصف -2021.

## الملكية والتوزيع
حصلت شركة Pfizer على الحقوق الحصرية لتوزيع Purell في السوق الاستهلاكية من GOJO Industries في عام 2004 ، وفي 26 يونيو 2006، أعلنت شركة Johnson & Johnson عن استحواذها على قسم Pfizer للرعاية الصحية للمستهلكين، والذي يتضمن علامة Purell التجارية ، وفي عام 2010، اشترت GOJO Industries العلامة التجارية التي عادت من.Johnson & Johnson

## المخاطر الصحية والمطالبات
تضيف Purell عمدا طعمًا مرًا غير سار لمنتجها لجعلها غير مرغوب فيها للشرب وتثبيط الابتلاع. خلال الـ 24 عامًا التي تعمل فيها Purell في مجال الأعمال التجارية، كان الابتلاع العرضي أو المتعمد لمنتجاتها نادرًا. ذكرت صحيفة شيكاغو تريبيون أن الأطفال أصبحوا ثملين عن طريق تناول Purell . تسبب ابتلاع طفل لمطهر اليد في وصول مستوى الكحول في دمه إلى 0.218٪ ؛ يحتوي Purell على 70 ٪ من كحول الإيثيل، بينما تحتوي مطهرات الأيدي الأخرى على الأيزوبروبانول الذي من المحتمل أن يكون قاتلاً في نفس الجرعة. توصي عبوة المنتج بأن «يُحفظ المنتج بعيدًا عن متناول الأطفال».
يُزعم أن   Purell(تقتل) أكثر من 99.99٪ من الجراثيم الأكثر شيوعًا التي قد تسبب المرض في بيئة الرعاية الصحية، بما في ذلك MRSA و VRE  ".  ومع ذلك، في يناير 2020، أصدرت إدارة الغذاء والدواء تحذيرًا إلى شركة GOJO Industries ، الشركة المصنعة لشركة Purell ، لإيقاف مزاعمها بأن المنتج فعال في القضاء على الأمراض نظرًا لعدم وجود دراسات إكلينيكية منشورة تمت مراجعتها من قِبل النظراء توضح مزاعم الشركة.
المنتج قابل للاشتعال وهو مذكور في ملصق المنتج. إلى جانب الكحول الإيثيلي، يحتوي على الماء، وكحول الأيزوبروبيل، والجليسرين، والكاربومير، والعطر، وأمينوميثيل بروبانول، والبروبيلين غليكول، والأيزوبروبيل ميريستات، وأسيتات التوكوفيريل.